# Kopani, Domanivka
Kopani (în ucraineană Копані) este un sat în comuna Țaredarivka din raionul Domanivka, regiunea Mîkolaiiv, Ucraina.

## Demografie
Componența lingvistică a localității Kopani
     Ucraineană (97,49%)
     Română (1,43%)
     Rusă (1,08%)
Conform recensământului din 2001, majoritatea populației localității Kopani era vorbitoare de ucraineană (97,49%), existând în minoritate și vorbitori de română (1,43%) și rusă (1,08%).